# Hillsboro (North Dakota)
Hillsboro er en amerikansk by og administrativt centrum for det amerikanske county Traill County i staten North Dakota. Byen har 1.649(2020) indbyggere.
47°24′N 97°06′V / 47.4°N 97.1°V
1. 1 2  USA's folketælling fra 2020, hentet 1. januar 2022 (fra Wikidata).